# François Cartier
François (Carpentier dit) Cartier est un acteur et un scénariste québécois née à Paris le 14 novembre 1927 et est décédé le 7 février 2017 à Nice. Il était marié à la réalisatrice Yvette Pard, membre fondatrice de l’Association des réalisateurs de Radio-Canada.

## Filmographie
Comme acteur
- 1958 : Le Courrier du roy (série télévisée) : Mathieu
- 1962 : La Balsamine (série télévisée) : Georges Lahaise
- 1977 : Le Misanthrope (TV)
- 1977 : Les As (série télévisée) : François Gauthier
- 1981 : Modern Problems : pianiste
- 1986 : La Clé des champs (série télévisée)
- 1990 : Haute tension - Pour cent millions (TV)

Comme scénariste
- 1991 : Das Vergessene Tal (TV)